# 杨家山中华圣母堂
杨家山中华圣母堂是天主教汾阳教区的一处圣母朝圣地，位于山西省吕梁市临县三交镇西南十五公里的杨家山村。南临黄河。
1870年，杨家山村民马荣耀在方山县横沟村打工时受洗入教，随后受神父差遣，回到家乡，积极宣扬福音，引领全村人全部领洗皈依天主教，使杨家山成为临县唯一的天主教村庄，以及临县天主教会的发源地。
1908年，陈国砥神父在杨家山修建圣堂，奉圣母为主保。文革期间，该堂被毁坏。1993年在原址重建圣母堂。
2000年，霍成主教正式批准杨家山为教区朝圣地，并将此地特别奉献给中华圣母，定中华圣母节为本堂瞻礼。每年5月13日的中华圣母节，均有众多教友到杨家山朝圣。2010年，又修缮十四处苦路，2011年7月23日，完成圣母雕像和圣母广场。